# Alvis Stalwart

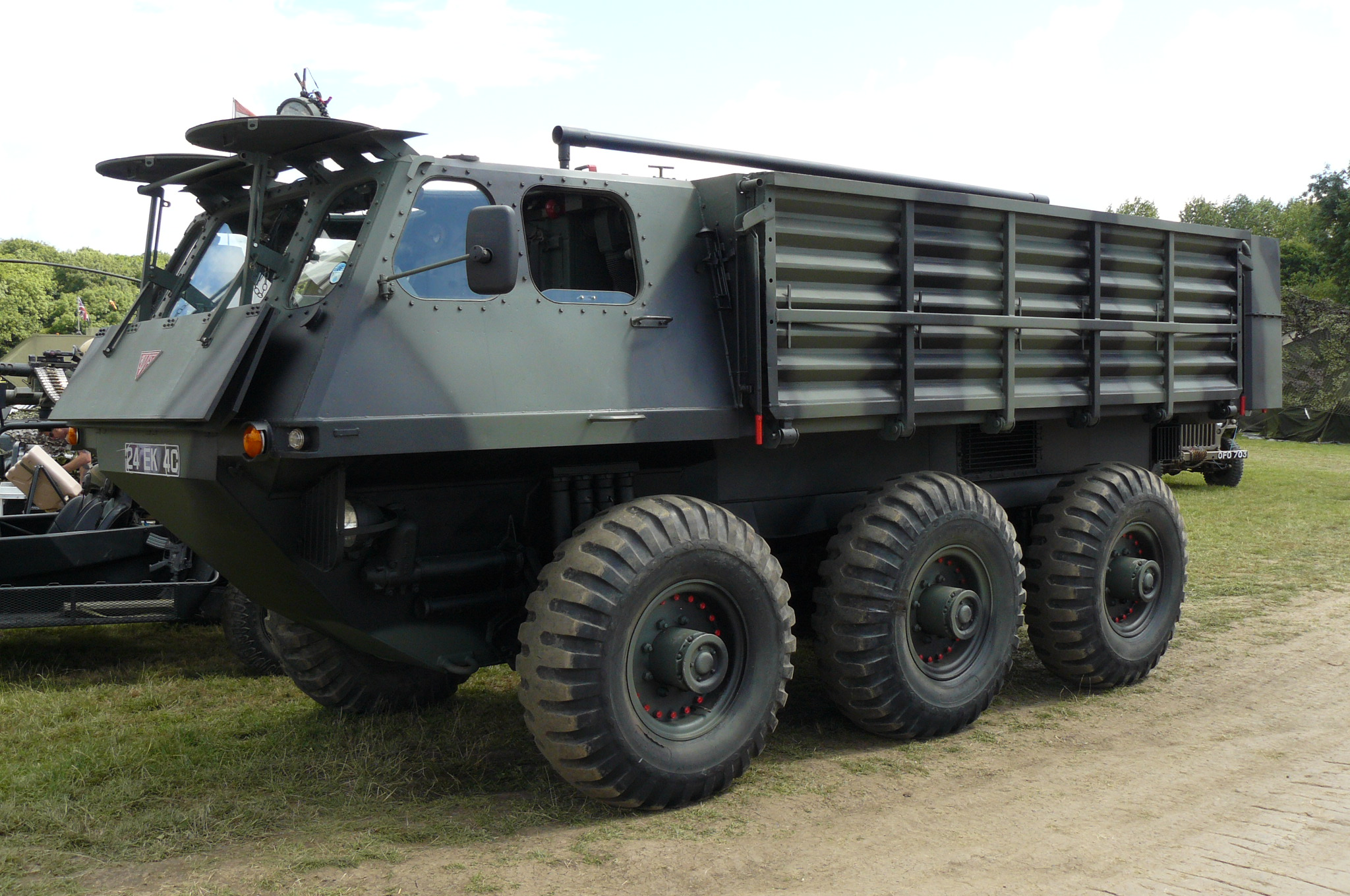
Alvis Stalwart Mark 1

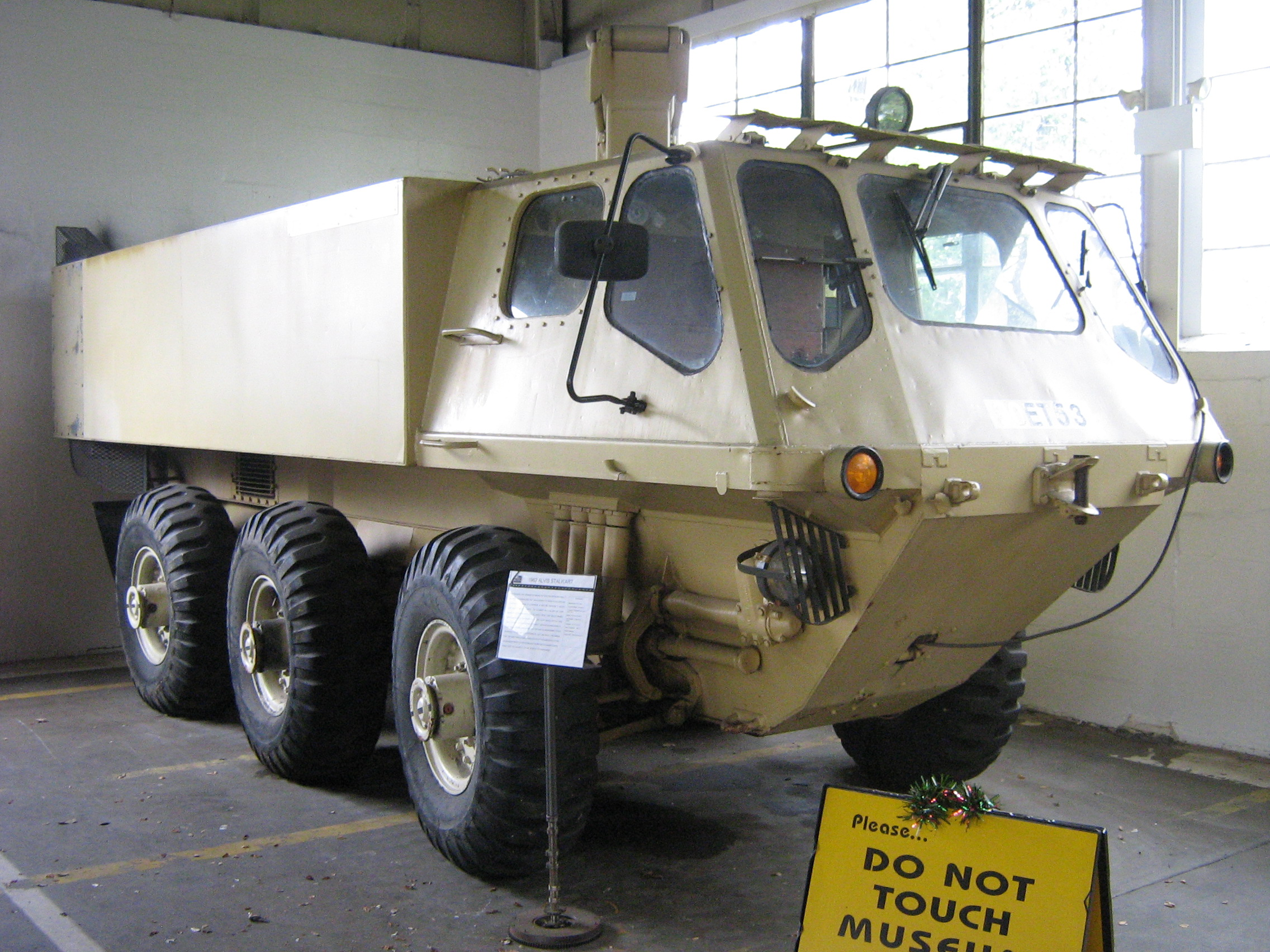
Alvis Stalwart Mark 2 in einem Museum (Bordwand der Ladefläche nicht original)

Der Alvis Stalwart HMLC (High Mobile Load Carrier) ist ein Amphibien-LKW der Britischen Armee.
Englische Panzersoldaten forderten nach dem Koreakrieg ein sehr robustes, geländegängiges und schwimmfähiges Versorgungsfahrzeug. Sie hatten damals unter permanenten Versorgungsschwierigkeiten gelitten und aus der Not heraus Centurion-Panzer abgetürmt und zu Nachschubfahrzeugen umgebaut.
Die in Coventry ansässige Firma Alvis nahm die Anregungen auf und entwickelte auf eigene Kosten – ein Auftrag mit militärischer Forderung lag nicht vor – mit umgerechnet etwa 5,5 Mio. €, auf der Basis ihrer FV 600 Serie (Alvis Saracen, Alvis Saladin und Alvis Salamander), den Stalwart.
Die Entwicklungsarbeiten und anschließende Truppenversuche in England, Deutschland und im Jemen dauerten von 1959 bis 1966. In jenem Jahr wurde der Stalwart Mk.I (FV 620) in die britische Armee eingeführt. Alvis versuchte auch den Verkauf an befreundete Staaten anzutreiben, indem das Fahrzeug in einer Vielzahl von Varianten angeboten wurde.
Nach den ersten 15 reinen Erprobungs- und Versuchsfahrzeugen mit den Fahrgestellnummern PV 1 bis PV 15 wurden die eingeführten Stalwart Mk.1 und Mk.2 jedoch nur in den Versionen Versorgungsfahrzeug (FV620 und FV622), Artillerie Protze und Zugmaschine mit Atlas- oder Hiab Kran (FV623) sowie Werkstatt- und Bergungswagen (FV624) (ebenfalls mit Kran) gebaut.
Vom Beginn des Serienbaus 1966 bis zur Einstellung der Produktion im April 1971 wurden 1.110 Stalwart gebaut. 125 davon gehörten zur Mk.1 Serie. Von den 970 Mk.2 Stalwart wurden nur 24 an ausländische Interessenten verkauft. Dazu gehörte die Bundesrepublik Deutschland (2), Österreich (3), Schweden (18) und Thailand (1). Zu einem größeren Exportauftrag in weitere Abnehmerländer kam es nicht.
1981 wurde die Gebrauchsfähigkeit dieser Fahrzeuge drastisch verändert. Bedingt durch die Einführung neuer Techniken, vor allem durch die Verbesserung von Brückenbaumaßnahmen durch Pioniere mit Brückenlegern, Ponton- oder Übersetzfahrzeugen, wurde die amphibische Fähigkeit der Stalwart nicht mehr benötigt. Aus den Fahrzeugen wurden Schwimmantriebe und Ruderanlagen ausgebaut und verschrottet. Der Stalwart war nunmehr ein Geländelastwagen unter vielen. 1993 wurde der letzte Stalwart ausgemustert. Seit 1988 verkaufte die BAOR (British Army of the Rhine) diese Fahrzeuge an private Interessenten.
Im Frühjahr 1999 wurden die beiden letzten Stalwart der BAOR in Mönchengladbach versteigert.

## Technische Daten STALWART HMLC Mk.2
- Länge 6,35 m
- Breite 2,62 m

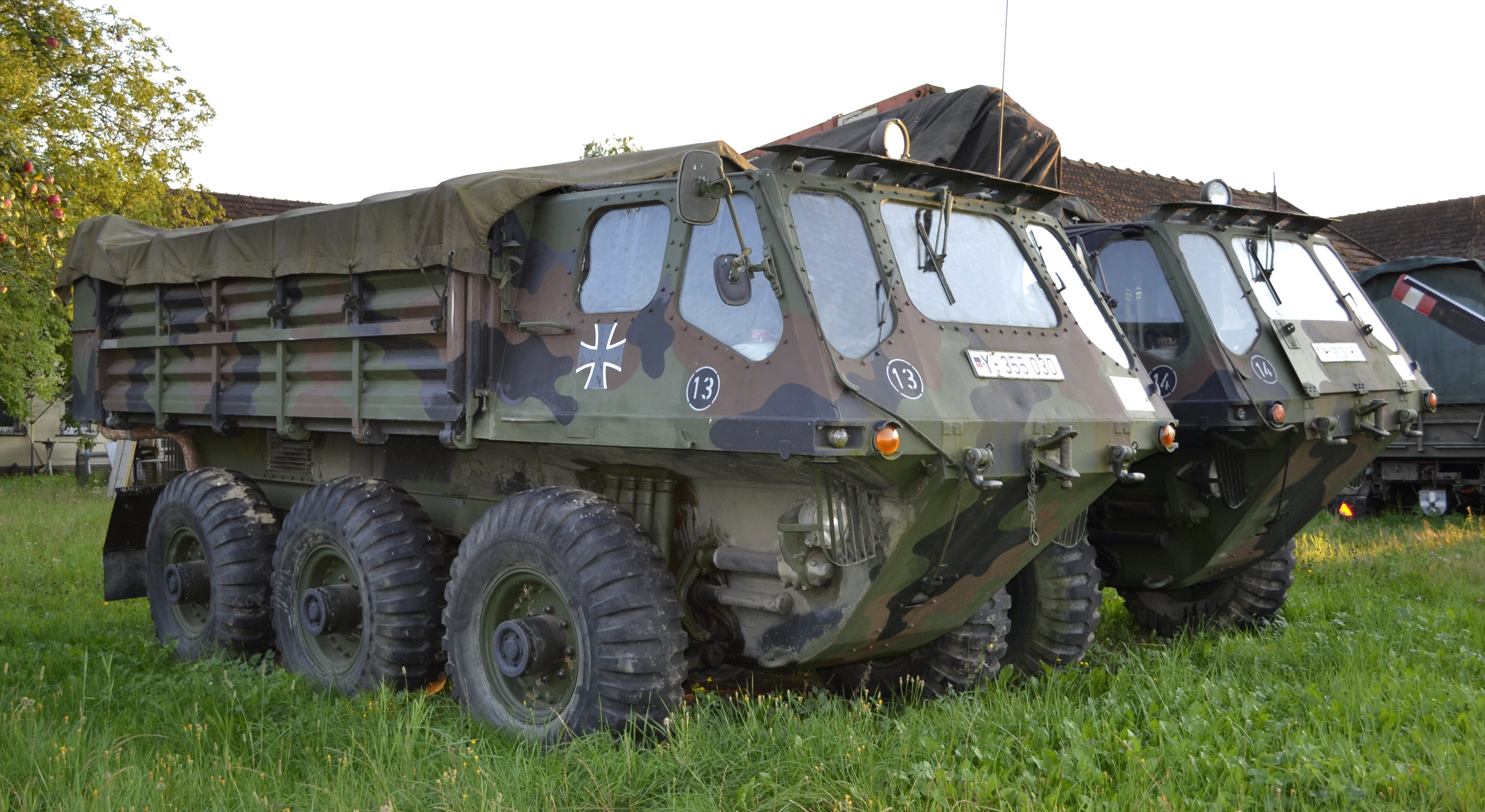
Zwei Alvis Stalwart HMLC Mark 2 (die Bundeswehr-Beschilderung ist nicht original)

- Höhe 2,40 m (mit Kran, zusammengeklappt) 3,30 m
- Spurweite 2,40 m
- Radstand 1,53 m + 1,53 m
- Bodenfreiheit 0,42 m
- Gewicht leer 8.636 kg, mit Kran 9.938 kg
- Gewicht beladen 14.224 kg, mit Kran 15.554 kg
- Vmax (Land) 64 km/h, Vmax (Wasser) 10 km/h
- Reichweite max. 640 km
- Motor: Rolls Royce B81-Mk8B/2 8 Zyl..Reihenmotor/Otto mit 6.522 cm³/220 PS
- Verbrauch 71 Liter/100 km
- Bereifung 14.00 × 20.